# Тайландска улулица
Тайландската улулица (Strix seloputo) е вид птица от семейство Совови (Strigidae).

## Разпространение и местообитание
Разпространен е във Виетнам, Индонезия, Камбоджа, Малайзия, Мианмар, Сингапур, Тайланд и Филипините.